# José Luis Barreiro
José Luis Barreiro Rivas, también Xosé Luís Barreiro Rivas (Forcarey, Pontevedra, 5 de junio de 1949) es un político y politólogo español cuya trayectoria profesional ha discurrido íntegramente en el ámbito gallego. Es licenciado en Filosofía por la Universidad de Comillas (Madrid), y en Filosofía y Letras, especialidad de Filosofía, por la Universidad Complutense de Madrid. También es licenciado y doctor en Ciencias Políticas y Sociología por la Universidad Complutense de Madrid.

## Carrera política
La vida política de Xosé Luis Barreiro Rivas tiene sus orígenes en los movimientos antifranquistas que se desarrollaban en la Universidad Complutense en los años 70. A consecuencia de esta actividad fue detenido en el año 1971 —coincidiendo con uno de los estados de excepción decretados en aquella época—, y llevado ante el Tribunal de Orden Público (TOP), que, en virtud de las diligencias instruidas por la Brigada Regional de Investigación Social de Madrid, con el nº 2758, abrió el sumario 649/1971 que encausaba a Barreiro Rivas por “manifestación no pacífica”. Dicho sumario fue sobreseído provisionalmente, poco después, por insuficiencia probatoria. Pero la decisión del juez no evitó que el aparato represor del Ministerio de la Gobernación le retirase el pasaporte -que no recuperó hasta el 14 de junio de 1977, jornada de reflexión de las primeras elecciones democráticas-, le anulase la prórroga de ingreso al servicio militar que disfrutaba por estudios, y que fuese llamado a filas en 1973, para ingresar el acuartelamiento de El Goloso (Madrid) perteneciente entonces a la División Acorazada Brunete, n.º 1. Ello supuso la interrupción de sus estudios de doctorado en Filosofía y de licenciatura en Ciencias Políticas, que culminaría en febrero de 1976. Al hecho de su procesamiento por el TOP, y a sus reconocidas posiciones antifranquistas, se deben las especulaciones muy difundidas y persistentes, de una primera militancia en partidos u organizaciones de la izquierda comunista, dato que él propio Barreiro Rivas desmintió siempre, y del que nunca han existido pruebas ni indicios relevantes.
Fichado como politólogo por Alianza Popular de Galicia (1977), y tras cumplir un papel muy destacado en la convocatoria y desarrollo de los Pactos del Hostal (Santiago, 1979) que establecieron la redacción definitiva del vigente Estatuto de Autonomía de Galicia, fue designado director de campaña de AP en las primeras elecciones al Parlamento de Galicia, en las que él mismo encabezaba la lista de Pontevedra (con Mariano Rajoy en el número tres), y en las que —en torno al eslogan "Galego coma ti"— obtuvo la primera e histórica victoria electoral de Alianza Popular en todo el territorio español.
Fue diputado por Alianza Popular en el Parlamento de Galicia (1981-1987), también fue portavoz del grupo parlamentario de AP, y consejero de la Presidencia (1982-1986). Fue el hombre fuerte del gobierno gallego durante la presidencia de Gerardo Fernández Albor, siendo el principal responsable de la puesta en funcionamiento de la RTVG en 1985, y de su carácter monolingüe. También se le debe la elección, acondicionamiento y construcción de nuevos edificios en el Complejo Administrativo de San Caetano, que convirtió en sede de la Presidencia y de las Consellerías de la Xunta de Galicia (1985).
En calidad de vicepresidente de la Comisión Mixta de Transferencias Gobierno-Comunidad Autónoma de Galicia dirigió el proceso inicial de transferencias a Galicia, al tiempo que como Consejero de Presidencia, hizo el diseño básico de la Administración Autonómica. También fue el primer representante de la Comunidad Gallega en la Asamblea de Poderes Regionales y Locales de Estrasburgo (1983-1984). Como miembro de la Comisión Conjunta sobre normalización lingüística, en la que representaba a la mayoría efectiva del Parlamento, tuvo un papel muy destacado en la redacción y aprobación de la Ley de Normalización Lingüística de 1983, que sigue vigente en la actualidad. En cumplimiento de esta misma Ley redactó y elevó a la Xunta el Decreto 249/1983, de 24 de noviembre, en el que se creaba y organizaba la Comisión de Toponimia de Galicia, de la que fue su primer presidente.
El 30 de octubre de 1986 dimitió de todos sus cargos en el Gobierno Albor. En 1987 dejó Alianza Popular y tras fundar un partido de corta vida, la Unión Demócrata Galega, se afilió a Coalición Galega, partido en el que llegó a ocupar la Secretaría General (1987-1990). Apoyó la moción de censura interpuesta por el socialista Fernando González Laxe contra el presidente de la Xunta, el popular Gerardo Fernández Albor, con quien había sido Vicepresidente, y pasó a serlo con González Laxe.
Tras una denuncia impulsada por sus ex compañeros de AP para evitar la moción de censura a Fernández Albor -"uno de los ajustes de cuentas más taimados que ha presenciado la transición española", en palabras de Vázquez Montalbán (El País, 18 AGO 1991)-, la Audiencia Territorial de La Coruña lo procesó en 1988 por el delito de prevaricación, en relación con el llamado sumario del juego, considerando que, al haber concedido una lotería instantánea a la Sociedad General de Juegos de Galicia, había utilizado el mecanismo de concesión administrativa -previsto en la literalidad de la ley- en vez del Concurso público, que, de acuerdo con algunas teorías, debería ser el aplicado. Aunque el Tribunal Superior de Justicia de Galicia lo absolvió en 1989, la Sala Segunda del Tribunal Supremo le condenó en septiembre de 1990 a 6 años y un día de inhabilitación especial para cargos públicos no electos (art. 36 del Código Penal), como autor de un delito de prevaricación, por las "muy graves irregularidades" cometidas en la concesión del juego de boletos.
Tras adoptar la decisión de dimitir como vicepresidente en 1988, a causa de su procesamiento, fracasó electoralmente en las elecciones autonómicas de 1989, en las que no obtuvo escaño. En 1990 dimitió de todos sus cargos en Coalición Galega e ingresó como docente en la Universidad de Vigo, en la que permaneció cinco años, antes de concursar la plaza de profesor de Ciencia Política (1996) que actualmente desempeña en la Universidad de Santiago de Compostela.

## Aspectos académicos
Fue presidente de la Comisión Interdepartamental de Ciencia y Tecnología de Galicia -CICETGA- (1987-1988).
Actualmente es profesor de ciencia política en la Universidad de Santiago de Compostela, en la que dirige también el Máster de Marketing, Consultoría y Comunicación Política.
Entre los años 2006 y 2013 fue director de la sede en Galicia de la UIMP (Universidad Internacional Menéndez Pelayo).
Director de la Revista de Investigaciones Políticas y Sociológicas (RIPS) de la Universidad de Santiago. (ISSN 2255-5986). Desde 2004.
Exdirector de la Revista Administración y Ciudadanía (A&C) de la (EGAP), Escola Galega de Administración Pública (ISSN 1887-0287), Desde 2010 hasta 2014.
En el año 2003 obtuvo el Premio de Ensaio Ramón Piñeiro por su libro "A Terra quere pobo" (Vigo: Editorial Galaxia).
En el año 2014 obtuvo el Premio Internacional de Ensayo Jovellanos, en su XX Edición, por su obra "La España evidente" (Oviedo: Ediciones Nobel).
También en 2014 fue galardonado con el Premio Fernández Latorre, de periodismo, en su LVI Edición, tras mantener durante 25 años, en La Voz de Galicia, su exitoso espacio de análisis y opinión política "A torre vixía".
En mayo de 2016 fue galardonado con el I Premio José Luis Alvite de Columnismo, creado por la Asociación de Periodistas de Galicia.
El día 22 de agosto de 1986, por acuerdo unánime de la Corporación, fue nombrado Hijo Predilecto del Ayuntamiento de Forcarei, su pueblo natal.
En su condición de presidente de la Asociación de Amigos del Real Monasterio de Santa María de Aciveiro y Terra de Montes (Forcarei), cargo al que accedió en 1996, coordinó las labores de restauración y puesta en servicio de aquel recinto monumental que data del siglo XII, fecha en la que se construyó su iglesia románica. En 2017, tras 21 años al frente de la mencionada Asociación, pidió su relevo del cargo de presidente, aunque sigue siendo miembro de la Asociación, que el 17 de julio de 2017 nombró nuevo presidente.
ALGUNOS LIBROS PUBLICADOS:
- Ciencia Política e Ética do Poder. Vigo: Ir Indo Edicións, 1991. [206 pp., ISBN 84-7680-072-X].
- Parlamento en el desierto. A Coruña: Biblioteca Gallega, 1993. [318 pp., ISBN 84-88254-17-2].
- La función política de los caminos de peregrinación en la Europa Medieval. Madrid: Tecnos, 1997. [348 pp., ISBN 84-309-2972-X].
- El análisis político en la prensa diaria. Barcelona: Ronsel, 1998. [302 pp., ISBN 84-88413-15-7].
- The Construction of Polítical Space: Symbolic and Cosmological Elements (Jerusalem and Santiago in Western History). Al-Quds University (Jerusalem) & The Araguaney Foundation (Santiago), 1999. 239 pp. [ISBN 84-605-9315-0].
- A terra quere pobo [Premio Ramón Piñeiro 2003]. Vigo: Editorial Galaxia, 2004 - 3.ª 2005. [296 pp. ISBN 84-8288-700-9].
- As inxurias da guerra. O que Bush non sabía pero eu si. Vigo: Edicións Xerais de Galicia, 2006. [463 pp. ISBN 84-9782-446-6].
- Menos muros y más puentes. Santiago de Compostela-Sigüeiro: Grupo Puentes, 2007. [393 pp. ISBN 978-84-612-0469-4].
- La fundación de Occidente. El Camino de Santiago en perspectiva política. Madrid: Tecnos, 2009. [ISBN 978-84-309-4848-2].
- El puente siempre se queda. El viaducto del AVE sobre el río Ulla. Grupo Puentes, 2011. [ISBN 978-84-615-5458-4].
- Filosofía de las cosas humanas. A Coruña: Fundación Novacaixagalicia- Claudio San Martín, 2011. [471 pp. ISBN 978-84-96982-52-9].
- La España evidente. (Premio Internacional de Ensayo Jovellanos 2014). Oviedo: Ediciones Nobel, 2014. [ISBN 978-84-8459-694-3].
- En abril de 2018 el Servizo de Publicacións e Intercambio Científico de la Universidad de Santiago de Compostela incluyó en su catálogo de Clásicos do Pensamento Universal, nº 30, el ensayo “Sobre a liberdade”, de John Stuart Mill, traducido, prologado y anotado por Xosé Luís Barreiro Rivas (ISBN:  978-84-16954-66-7). En la misma colección ya había prologado en 2009 los díalogos de Séneca “A vida feliz” y “A brevidade da vida” (traducidos por Manuel E. Vázquez Buján), (nº 13), (ISBN: 978-84-9887-268-2).